# 松坎站
松坎站是位于贵州省桐梓县松坎镇的一个铁路车站，邮政编码563207。车站建于1965年，有川黔铁路经过该站，客运业务于2019年7月10日取消，现仅办理货运业务。车站及其上下行区间均已电气化，距离重庆站186公里，隶属成都铁路局，是四等站。

## 概要
松坎站站内坡度2‰，原设有3条股道，川黔铁路电气化后增加至4条。车站货源吸引区为桐梓县及周边，主要办理发到货物品类为煤、化肥、锰矿渣及盐类。车站货场面积约7000平方米，设有1条货物线，其中露天货区面积约5000平方米。